# Klinikai gyógyszerészet

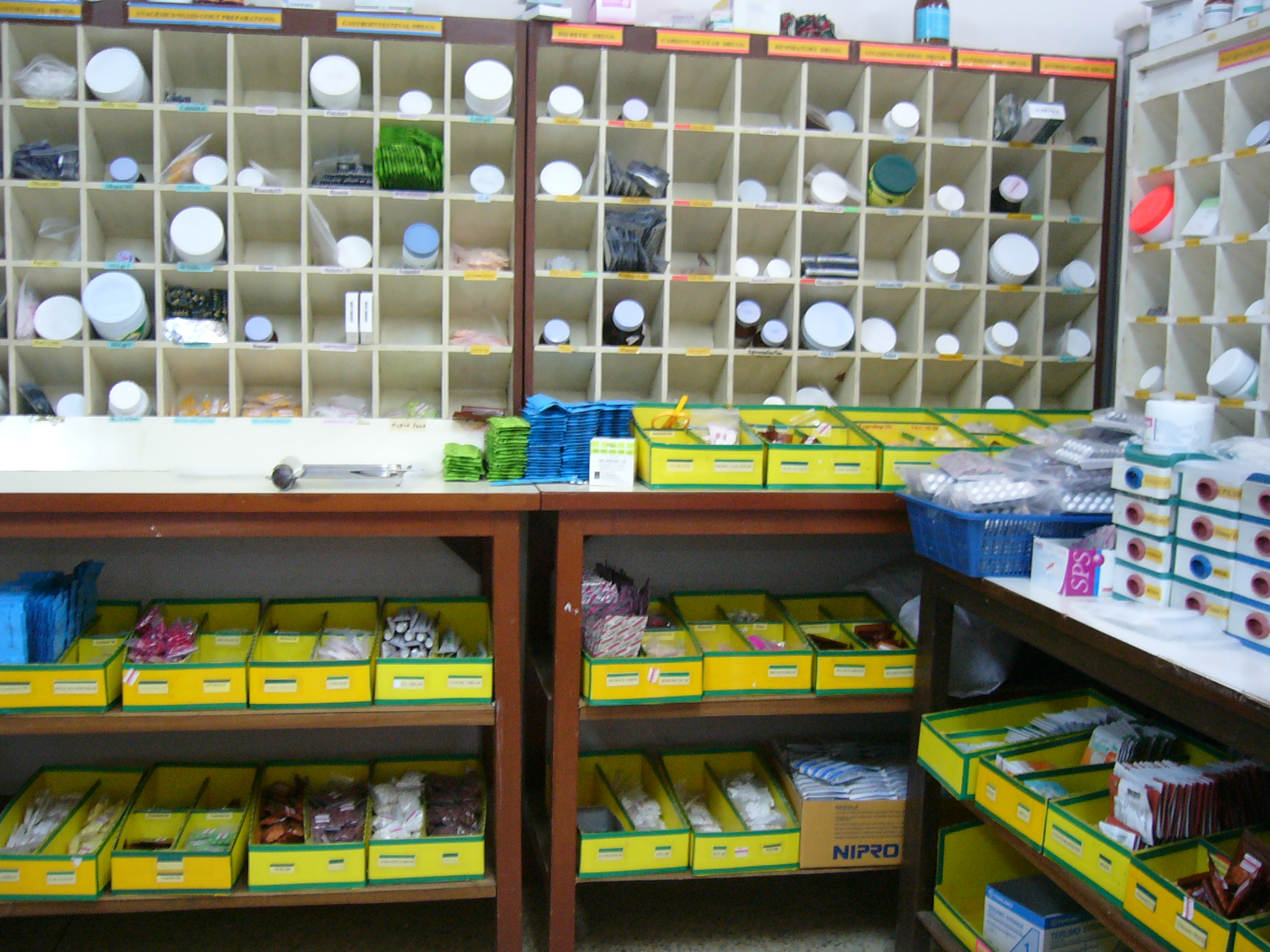
Kórházi Gyógyszertár, Na Wa, Nakhon Phanom Province, Thailand

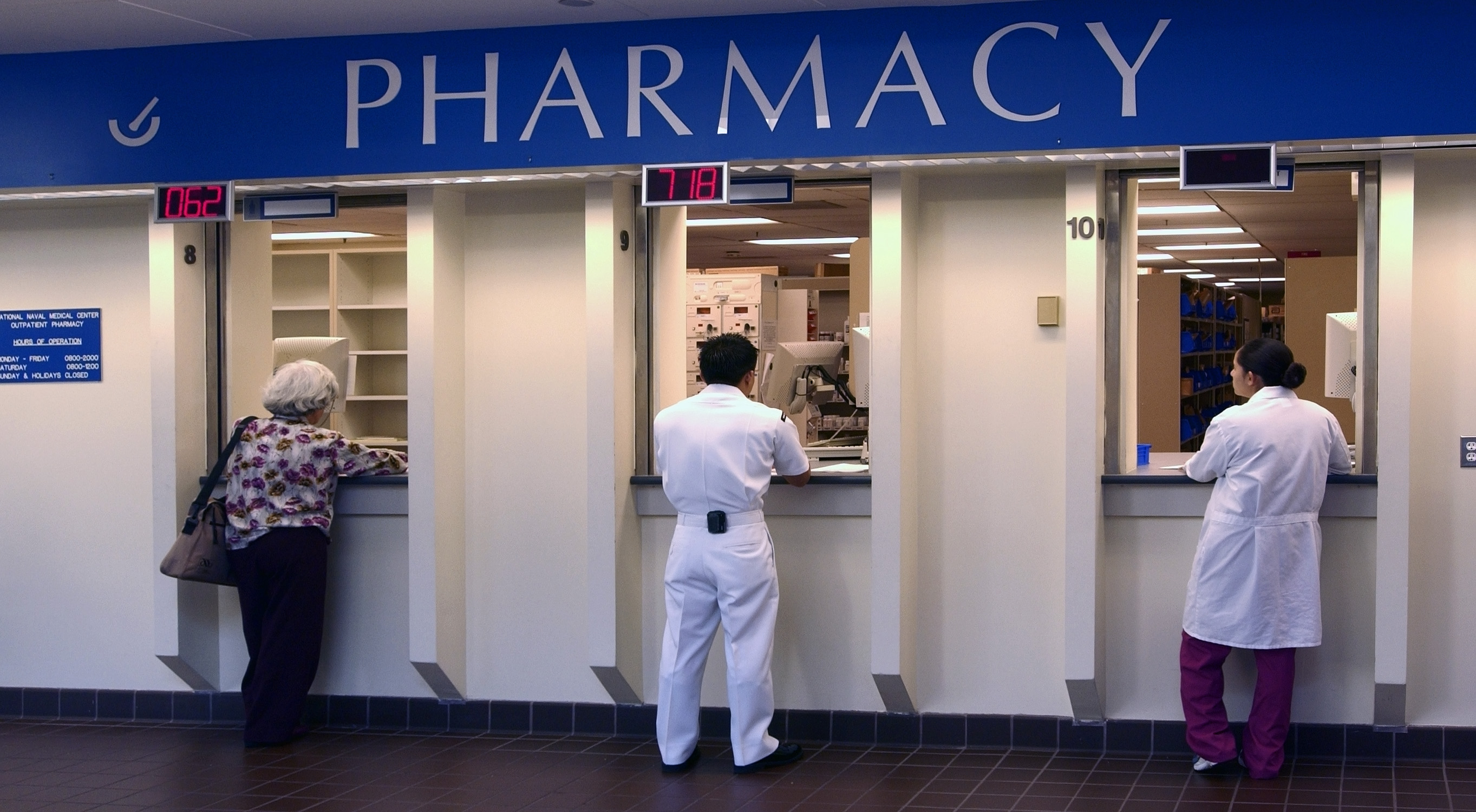
Betegek és alkalmazottak várnak gyógyszereikre. National Naval Medical Center Bethesdában, Maryland (Aug, 19, 2003)

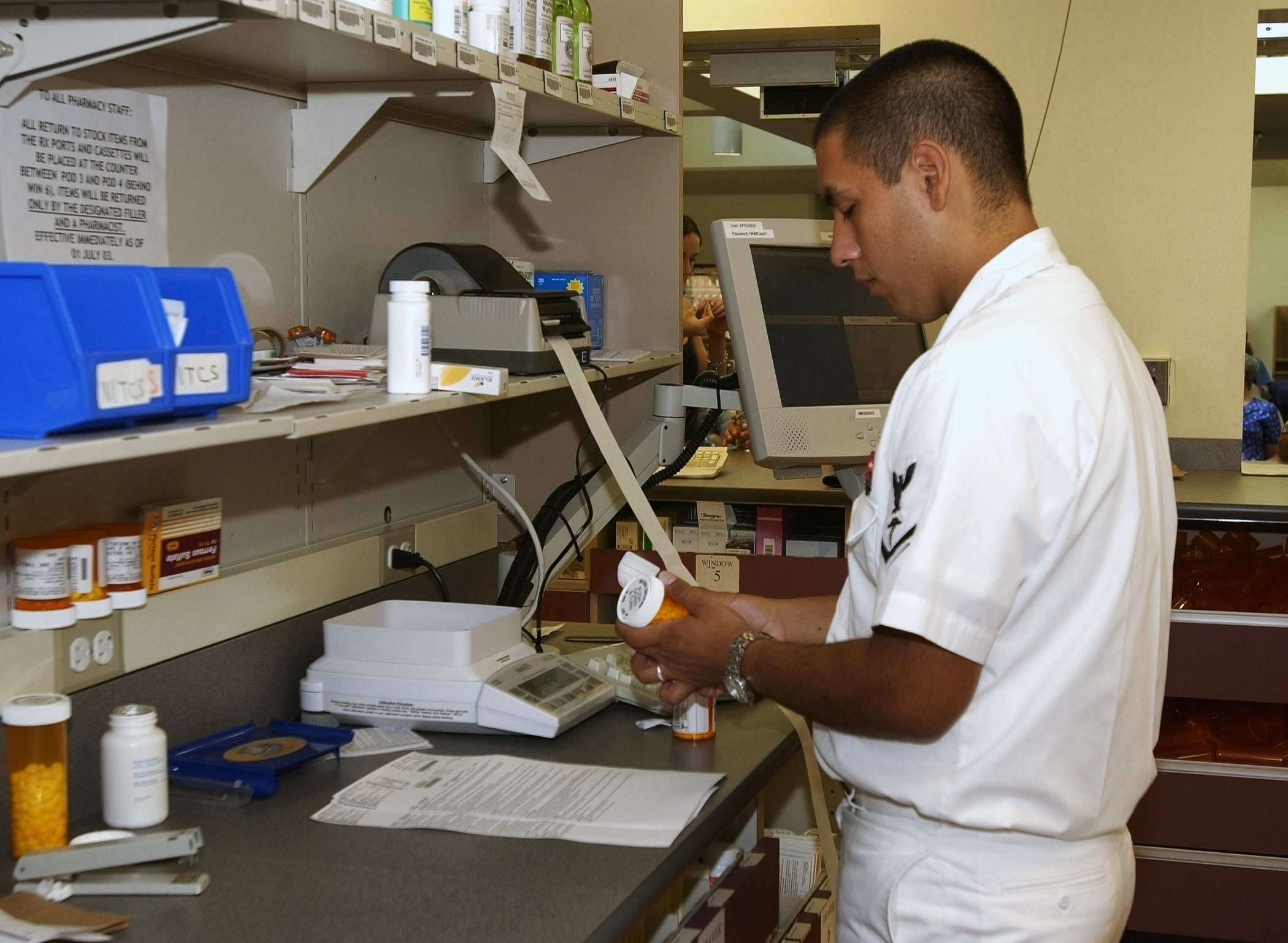
Michael Daominguez (Denver) gyógyszerész recept alapján szignálja a kiszerelt készítményt. National Naval Medical Center Gyógyszertárában Bethesdában (Maryland)

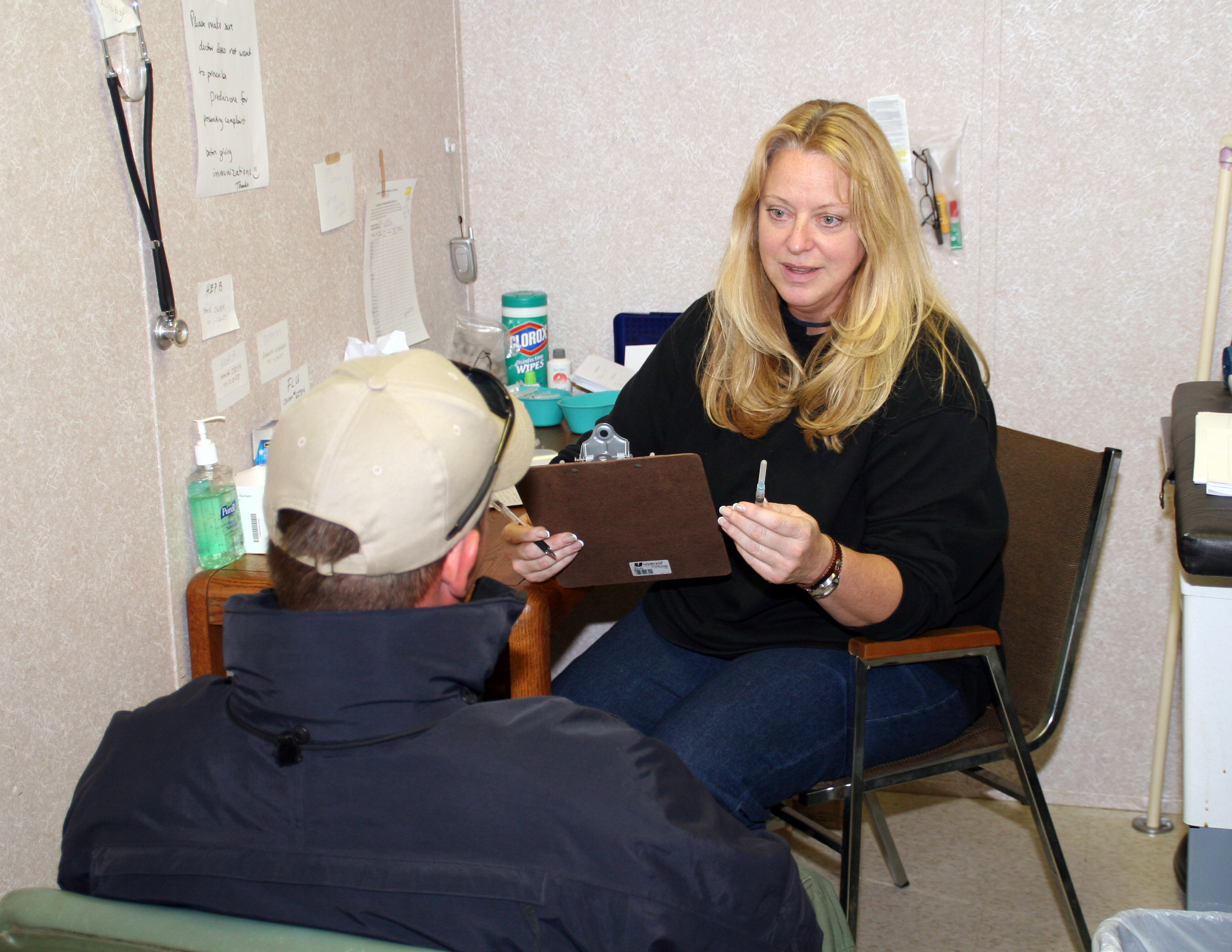
Gyógyszerészi gondozás Louisianaban, Primary Care Clinic St. Bernard Parish

A klinikai gyógyszerészet (clinical pharmacy, CP) a gyógyszerészeti ismereteknek az a területe, amely tudományos és gyakorlatias észszerű gyógyszerhasználattal foglalkozik. A klinikai gyógyszerészet a társadalom professzionális alrendszerében az egészségügyi ellátó rendszer része, ahol a gyógyító tevékenység bináris kódja az egészség és betegség viszonya. A klinikai gyógyszerészet eredete a kórházi osztályok terápiás részlegeinek munkájában és a kórházi gyógyszerészetben keresendő. Mindazonáltal a mai, kortárs gyakorlatban, klinikai gyógyszerészeti szolgáltatás (KGYSZ) nyújtható a gyógyítás minden területén, ahol gyógyszerészek praktizálnak.
A klinikai gyógyszerészet fogalma az 1950-es évek vége és 1960 eleje között bukkan fel különböző megjelenési formában. 1953-ban Heber W. Youngken Jr. a Washingtoni Egyetem oktatója cikket írt az American Journal of Pharmaceutical Educationban, amelynek az alábbi címet adta: „The Washington Experiment - Clinical Pharmacy”. H.W. Youngken Jr. ezzel a cikkel hozta a világ gyógyszerészeinek tudomására, hogy prof. L.Wait Rising Washingtonban, 1945-1946 között kezdeményezett egy kutatási programot gyógyszerészhallgatók oktatásában. A kutatási programban részt vevő gyógyszerészhallgatók számos seattle-i orvosi recept felhasználási adatait dolgozták fel. A klinikai gyógyszerészet kialakulásának kulcsfontosságú mérföldköve Rising professzor munkája, ami a kortársak viharos ellenállásába ütközött.

## Bővített meghatározás
A klinikai gyógyszerészet általánosságban használt kifejezés a gyógyszerészi gyakorlatban és szakirodalomban. Az egészségügy szakterülete, amely leírja a klinikai gyógyszerész tevékenységét és szolgáltatásait, ezáltal fejleszti és elősegíti az észszerű és megfelelő alkalmazását az orvoslásban alkalmazott termékeknek és eszközöknek. Klinikai gyógyszerészet tartalmaz minden olyan gyógyszerészi gyakorlatban megjelenő szolgáltatást a klinikákon, kórházakban, gyógyszertárakban, szociális-otthonokban, otthonápolásban, rendelőintézetekben és valamennyi olyan egyéb helyen, ahol gyógyszert rendelnek és alkalmaznak. A "klinikai" (clinical) kifejezés nem szükségképpen jelenti egy tevékenység fekvőbeteg-gyógyintézetben történő végrehajtását. Azt a fajta tevékenységet jelenti, amely a betegek egészségével kapcsolatos. Ez utal azokra a közforgalmú és kórházi gyógyszerészekre, akik a klinikai gyógyszerészi tevékenységeket a gyakorlatban alkalmazzák.

### Diszciplína
Az egészségtudományok egyik diszciplínája, amely magában foglalja az alkalmazását és fejlesztését a farmakológia, a toxikológia, a gyógyszeres terápiák, a klinikai farmakokinetika, a farmakoökonómia, a farmakogenomika és egyéb élettudományok tudományos elveinek felhasználásával a gyógyszerészek által a betegellátás számára.

### Gyógyszerészi gondozás filozófiája
Klinikai gyógyszerészet az egészség-tudományok egyik ága, amelyben a betegek részére a gyógyszerész gondozást nyújt az optimális gyógyszeres terápia biztosításával és elősegíti az egészség, a testi-lelki jólét megőrzését és a betegségek megelőzését.

A klinikai gyógyszerészi gyakorlat magába foglalja a gyógyszerészi gondozás filozófiáját; ebben keveredik egy gondoskodó iránymutattatás speciális terápiás tudással, tapasztalattal, és döntéssel az optimális beteggyógyulás céljának biztosítására.

### Betegközpontú gyakorlat
Betegközpontú, eredmény orientált gyógyszerészeti gyakorlat, amely előírja a gyógyszerésznek, hogy működjön együtt a betegekkel és az egészségügyi team tagjaival, az egészség fejlesztése, a betegségek megelőzése érdekében úgy, hogy közben értékelje, kísérje figyelemmel és kezdeményezze a gyógyszerhasználat módosítását.

### Egészségnevelés
Mint egy tudományág, a klinikai gyógyszerészetnek szintén az a kötelezettsége, hogy hozzájáruljon ahhoz az új tudásához a nemzedékeknek, ami javítja az egészségüket és az életminőségüket.
Működő gyógyszertárak száma Magyarországon (2006 - 2010) között:
|                                 | 2006 | 2008 | 2009 | 2010 |
| ------------------------------- | ---- | ---- | ---- | ---- |
| Közforgalmú gyógyszertár        | 2010 | 2348 | 2364 | 2520 |
| Fiók gyógyszertár               | 650  | 654  | 641  | 650  |
| Kézi gyógyszertár               | 276  | 252  | 241  | 250  |
| Kórházi (intézeti) gyógyszertár | 143  | -    | -    | 120  |
| Vényforgalmú gyógyszertár       | 73   | -    | -    | 74   |

## A gyógyszerészet és a klinikai gyógyszerészet különbözősége
- A gyógyszerészet, mint tudományág magában foglalja a gyógyszerek szintézisének, kémiájának, gyártásának ismeretét.
- A klinikai gyógyszerészet főleg a népesség gyógyszer-felhasználásának elemzésére irányul, az alkalmazás módjára, a felhasználókra és a gyógyszerek betegekre gyakorolt hatására.

## A klinikai gyógyszerészet és a klinikai farmakológia különbözősége

### Klinikai gyógyszerészet
- A klinikai gyógyszerészet filozófiája a betegeken való, biztonságos és megfelelő gyógyszeralkalmazást hangsúlyozza.
- Az egészségügyi ellátásban résztvevőknek (betegek és szakemberek) információt szolgáltat.
- Egyénre szabott terápiát nyújt.
- A gyógyszerészi gyakorlatban végzett szolgáltatás.
- Speciális tudományos munka.
- Sok helyen alkalmazható az egészségügyben, de szükségességét nem mindenütt ismerték fel.

### Klinikai gyógyszertan

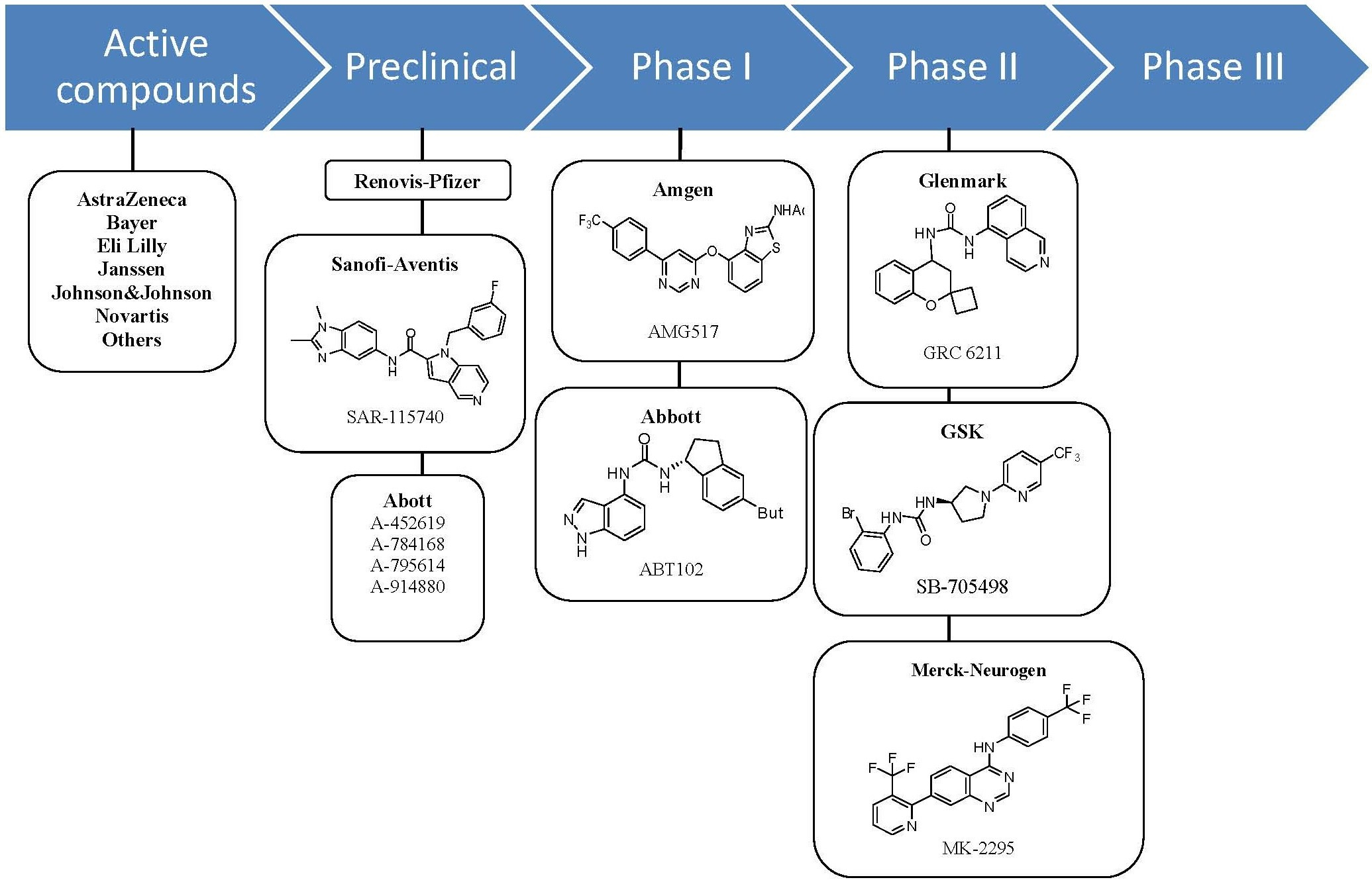
TRPV1 antagonisták klinikai fejlesztése

- A gyógyszertan, gyógyszerhatástan, farmakológia egyik ága, amely embereken végez vizsgálatokat gyógyszerekkel, tanulmányokat készít gyógyszerek farmakokinetikai és farmakodinámiás hatásáról szigorúan szabályozott klinikai körülmények között.
- Az újonnan bevezetett gyógyszereket vizsgálja klinikai körülmények között, amiről tanulmányokat készít.
- Csak néhány klinikán és kórházban végezhetik ezeket a vizsgálatokat.
- A gyógyszer-kutattatás valóságos dimenziója.

### A gyógyszerészet elavult meghatározása
A gyógyszerek készítésének, elosztásának a tudománya.

## Klinikai gyógyszerészet végső célja
A klinikai gyógyszerészi tevékenység végső céljának elő kell segíteni az orvosi termékek és eszközök helyes és megfelelő használatát. 
Ezt célozzák az alábbi tevékenységek:
Hatásmaximalizálás
Kockázatminimalizálás
Költségminimalizálás

### Hatásmaximalizálás
A gyógyszerek klinikai hatásának maximalizálása, azaz a leghatásosabb gyógyszeres kezelés alkalmazása minden betegségtípusban.

### Kockázatminimalizálás
Minimalizálja a gyógyszeres kezelés okozta nem várt, káros gyógyszermellékhatások kockázatát úgy, hogy monitorozza a gyógyszeres terápia folyamatát és a beteg-compliance-t a saját gyógyszereivel szemben.

### Költségminimalizálás
Minimalizálni azokat a költségeket, amely a farmakológia kezelésen keresztül keletkezik a betegek és az egészségbiztosítás terhére.

## Klinikai gyógyszerészi cím megszerzése

### Előfeltételek
Klinikai gyógyszerészek széles körű oktatásban vesznek részt, amelynek feltétele gyógyszerészi diploma (Doctor of Pharmacy, Pharm.D.). A szakgyógyszerész jelöltek számára vonatkozó jogszabályok (66/1999. Eü.M. rendelet) 36 hónap napi 8 órás munkavégzéssel eltöltött szakmai gyakorlati képzést írnak elő, melynek teljesítése és igazolása a szakvizsgára bocsátás előfeltétele. Ez a szakmai gyakorlati képzés csak akkreditált munkahelyen végezhető, illetve csak az adott szakirányú végzettséggel rendelkező szakgyógyszerész kolléga (továbbiakban Tutor) szakmai felügyelete mellett tekinthető érvényesnek.

### Szakvizsga
A szakvizsga bizonyítvány megszerzése a képzést követően, annak eredményes zárásával, valamint a szakgyógyszerész képzés vezetője (Grémiumvezető) által javasolt abszolutórium kiállítását követően a Minisztérium Nemzeti Vizsgabizottsága által szervezett szakképesítő vizsgán történik.

## A klinikai gyógyszerész munkájának színhelyei

### Fekvőbeteg-gyógyintézeten belüli betegek ellátása (In-patient pharmacy)
A legtöbb klinikai gyógyszerész hagyományosan kórházban és klinikán dolgozik.

#### Kórház
Több diszciplínát is képviselő csapat tagjaként együtt dolgozik orvossal, nővérrel, dietetikussal, gyógytornásszal, szociális munkással.

##### Oktatás
Fontos szakterülete a klinika gyógyszerészetnek az egyetemi orvos-, gyógyszerész-, asszisztens-, nővérképzés.

##### Kutatás
A klinikai kutatásban, kísérletes orvoslásban, gyógyszerfejlesztésben történő részvétel.

### Fekvőbeteg-gyógyintézeten kívüli betegek gondozása

#### Klinikai járóbeteg gondozás
Egy másik fejlődő része a klinikai gyógyszerészetnek a klinikai járóbeteggondozás, amelyben a gyógyszerész közvetlen kapcsolatban van a beteggel és ennek során befolyásolják a gyógyszeres terápiát tanácsadással pl.: cukorbetegségben (diabétesz mellitusz), magas vérnyomásban (hipertónia), magas koleszterinszint (hiperkoleszterinémia), véralvadásgátlás, magas-vérnyomás, cukorbetegség, asztma, pajzsmirigybetegség, ideggyógyászat, krónikus szívelégtelenség, pszichiátriai betegség, idült fájdalom kezelésében.
- Családorvoslás
- Magánorvoslás
- Gondozók
- Otthonok
- Láncpatikák
- Magángyógyszertárak
- Vényforgalmú gyógyszertárak

#### Otthonápolás
A klinikai gyógyszerészek részt vesznek az otthoni ellátásban részesülő idős, krónikus betegek gondozásában. 

#### Krónikus Beteggondozás, Hospice
Áttekintik az idős és krónikus betegek gyógyszerpalettáját, monitorozzák a gyógyszerekkel kapcsolatos problémákat és helytelen gyógyszeres terápiát. Konzultálnak más egészségügyi szakemberekkel. 

#### Egészségbiztosítás
Másik fontos gyakorlati szakterülete a klinikai gyógyszerésznek az Országos Egészségbiztosító. Itt a betegségekre orvosok által rendelt gyógyszerek finanszírozásának ellenőrzését végzik. Meghatározzák az egyes támogatott gyógyszerek társadalombiztosítás által adható pénzbeli mértékét, jogosságát. 

#### Kormányzati szervek

##### ÁNTSZ
Az egészségügyi miniszter irányítása alatt álló központi hivatal munkájában vesznek részt, amely a közegészségügyi, járványügyi, egészségfejlesztési és egészségügyi igazgatási feladatokat lát el. Állami Népegészségügyi és Tisztiorvosi Szolgálat (ÁNTSZ). 

##### GYEMSZI-OGYI
A hatósági embergyógyászati gyógyszerellenőrzés országos szerve, illetve, mint a minisztérium gyógyszerészeti módszertani és tudományos központja. Ellátja a mindenkori jogszabályok által reá ruházott államigazgatási/hatósági vagy szakhatósági feladatokat. Részt vesz a fontosabb jogszabályok megalkotásában, a Gyógyszerügy Felügyeletében. Gyógyszerészeti és Egészségügyi Minőség- és Szervezetfejlesztési Intézet.

##### Egyéb egészségügyi-, szociális-, és közintézmények
- Szociális otthon
- Csecsemő- és gyermekotthonok
- Idősek otthona
- Alapítványi otthonok
- Egészségügyi gondozó-intézetek (addiktológiai gondozó)

Európai Unió országainak kórházi gyógyszertárainak adatai (2007)
| Country        | Hospitals | Hospital beds | Hospital pharmacies | Hospital pharmacists |
| -------------- | --------- | ------------- | ------------------- | -------------------- |
| Austria        | 310       | 71741         | 49                  | 237                  |
| Belgium        | 223       | 73000         | 344                 | 750                  |
| Cyprus         |           |               | 40                  |                      |
| Czech Republic | 458       | 113013        |                     | 200                  |
| Denmark        | 69        | 18557         | 18                  | 180                  |
| Estonia        | 21        | 3500          | 29                  | 67                   |
| Finland        | 375       | 40000         | 24                  | 470                  |
| France         | 3052      | 520000        | 2668                | 4451                 |
| Germany        | 2240      | 552700        | 550                 | 1730                 |
| Greece         | 334       | 53614         | 70                  | 320                  |
| Hungary        | 157       | 80429         | 149                 | 407                  |
| Ireland        | 370       | 15000         | 155                 | 250                  |
| Italy          | 1425      | 268524        | 800                 | 2500                 |
| Latvia         | 112       | 18139         | 44                  | 154                  |
| Lithuania      | 159       | 27727         | 92                  | 104                  |
| Luxembourg     | 9         | 2500          | 7                   | 23                   |
| Malta          |           |               | 3                   |                      |
| Netherlands    | 129       | 53000         | 85                  | 400                  |
| Norway         | 68        | 14257         | 31                  | 250                  |
| Poland         | 790       | 184000        | 690                 | 2099                 |
| Portugal       | 205       | 35404         |                     | 600                  |
| Slovakia       | 89        | 39558         | 88                  | 198                  |
| Slovenia       | 26        | 10147         | 27                  | 56                   |
| Spain          | 767       | 159614        |                     | 1112                 |
| Sweden         | 75        | 27925         | 100                 | 283                  |
| Switzerland    | 363       | 48565         |                     | 159                  |
| UK             | 450       | 310000        | 332                 | 4397                 |

## A klinikai gyógyszerészi tevékenység szintjei

### Gyógyszerrendelés előtti

#### Klinikai vizsgálatok
Klinikai gyógyszerészek aktívan közreműködnek a klinikai vizsgálatok különböző szintjein; 
- részt vesz a
- kutatás-etikai bizottságokban;
- monitorozza az emberen végzett gyógyszerkísérleteket végző kutatócsoportokat;
- szétosztja a kísérletre szánt, vizsgált gyógyszert.

#### Házi gyógyszerlista
A gyógyszerterápiás bizottsággal együtt elkészíti az kórház orvosainak gyógyszerterápiás szokásainak és a hivatalos terápiás protokolloknak megfelelő házi gyógyszerkódexet.

#### Gyógyszer-információ
Megszabják a gyógyszerrendelési stratégiákat és kezelési irányelveket.
Klinikai gyógyszerészek potenciális eszközökkel és ráhatással rendelkeznek a gyógyszerpolitikára úgy, hogy miközben döntéseket hoznak arról, hogy melyik gyógyszer kerüljön a gyógyszerpiacra, melyik gyógyszer kerüljön be a nemzeti és helyi gyógyszerlistákba, megszabják a gyógyszerrendelési stratégiákat és kezelési irányelveket.

### Gyógyszerrendelés alatti

#### Gyógyszerrendelési szokások befolyásolása
A klinikai gyógyszerészek befolyásolják az orvosok gyógyszerrendelési szokásait a helyes kezelési módoknak megfelelően.

#### Gyógyszerelési hibák megakadályozása
A klinikai gyógyszerész monitorozza, detektálja és megakadályozza a káros gyógyszerkölcsönhatásokat, nemvárt gyógyszer-mellékhatásokat, gyógyszerelési hibákat a receptek profiljainak a kiértékelésén keresztül.

#### Terápiás gyógyszere-monitorozás (TDM)
- A klinikai gyógyszerészeknek fokozott figyelmet kell fordítaniuk olyan gyógyszerek adagolására, amelyek terápiás monitorozást igényelnek (aminoglikozidok).

### Gyógyszerrendelés utáni

#### Egyénre szabott terápia
A személyre szabott gyógyszerforma elkészítése.

#### Terápiás hatékonyság értékelése
A gyógyszer alkalmazásának értékelése.

#### Farmakoökonómiai alkalmazása
Farmakoökonómiai tanulmányok készítése cost-benefit benefit-risk számításokkal.

#### Betegtanácsadás, betegkommunikáció
A recept felírása után kulcsszerep jut a klinikai gyógyszerésznek a betegkommunikációban és betegtanácsadásban.

#### Terápiás válaszok és beteg-együttműködés
A gyógyszerészek javítják a betegek tudatosságát a gyógyszeres kezelésükben, a terápiás válaszokat monitorozzák, tökéletesíti és ellenőrzi a betegek compliance-t a gyógyszerelésükkel.

## A klinikai gyógyszerész feladatai

### Tanácsadás
A klinikai gyógyszerész tanácsot ad betegnek, orvosoknak és egyéb egészségügyi szakembereknek a hatásos és megfelelő gyógyszeres terápia eléréséhez. Biztonságos és hatásos gyógyszeres-terápiát ajánl a betegeknek. 

### Konzultáció
Gyógyszerészi gondozás. Javaslatot tesz betegnek és a beteggondozónak a helyes gyógyszer-alkalmazásra.

### Döntéshozás
Több diszciplínát is képviselő team tagjaként együtt dolgozik orvossal, nővérrel, dietetikussal, gyógytornásszal, szociális munkással, dietetikussal és részt vesz a terápiás döntéshozatalban.

### Monitorozás
Monitorozza a betegek gyógyszeres-terápiáját. Ennek során megelőzi vagy detektálja a gyógyszerelési hibákat.

### A gyógyszerellátás felelőse
Felügyeli és ellenőrzi a gyógyszer beszerzését, raktározását, elkészítését, szétosztását.

### Recepten gyógyszert rendelő gyógyszerész
Magyarországon gyógyszerészek nem jogosultak receptírásra csak orvosok és állatorvosok, ellentétben pl.: az USA-val vagy Angliával, ahol bizonyos gyógyszerhatástani csoportokba tartozó gyógyszereket vényen rendelhetnek gyógyszerészek társadalom-biztosítási támogatással, járó- és fekvőbeteg-ellátás keretében. Ez a jogosultság főleg a kórházakban, klinikákon gyakorlat.